# Novozymes
Novozymes est une entreprise de biotechnologie spécialisée dans les enzymes. Son siège social est situé au Danemark. 

## Historique et chiffres-clés
Novozymes a été fondée en 2000 par scission d’une partie des activités de la société pharmaceutique Novo Nordisk, dont l’origine remonte à 1925. 
En 2018, la société employait 6 427 personnes dans le monde, et son chiffre d’affaires s'est élevé en 2018 à 14 390 millions DKK.
En juin 2020, Novozymes annonce l'acquisition de PrecisionBiotics, entreprise irlandaise spécialisée dans les probiotiques.

## Produits
Novozymes développe et commercialise des produits dans de nombreux domaines, notamment dans l'agriculture (probiotiques pour la santé animale, enzymes d’amélioration de la digestion des animaux d’élevage, insecticides, engrais, etc.), produits ménagers (produits de lavage, etc.), produits pour l'industrie chimique et pharmaceutique (enzymes de biocatalyse, etc.), bioénergie (enzymes de fermentation de produits végétaux en biocarburants, etc.), etc. 
Novozymes a noué des alliances avec différentes sociétés, par exemple : 
- partenariat avec la société Monsanto depuis 2013 sous le nom de « The BioAg Alliance » dans le domaine du biocontrôle[12],[13]
- avec la société Adisseo depuis 2015 dans le domaine de la nutrition animale (probiotique pour la volaille)[14]
- partenariat avec la société Carbios depuis 2019 pour le co-développement et la production d'une enzyme destinée à permettre la biodégradation de sacs plastiques[15]